# Sterculia tragacantha
Sterculia tragacantha är en malvaväxtart som beskrevs av John Lindley. Sterculia tragacantha ingår i släktet Sterculia och familjen malvaväxter. Inga underarter finns listade i Catalogue of Life.

## Bildgalleri

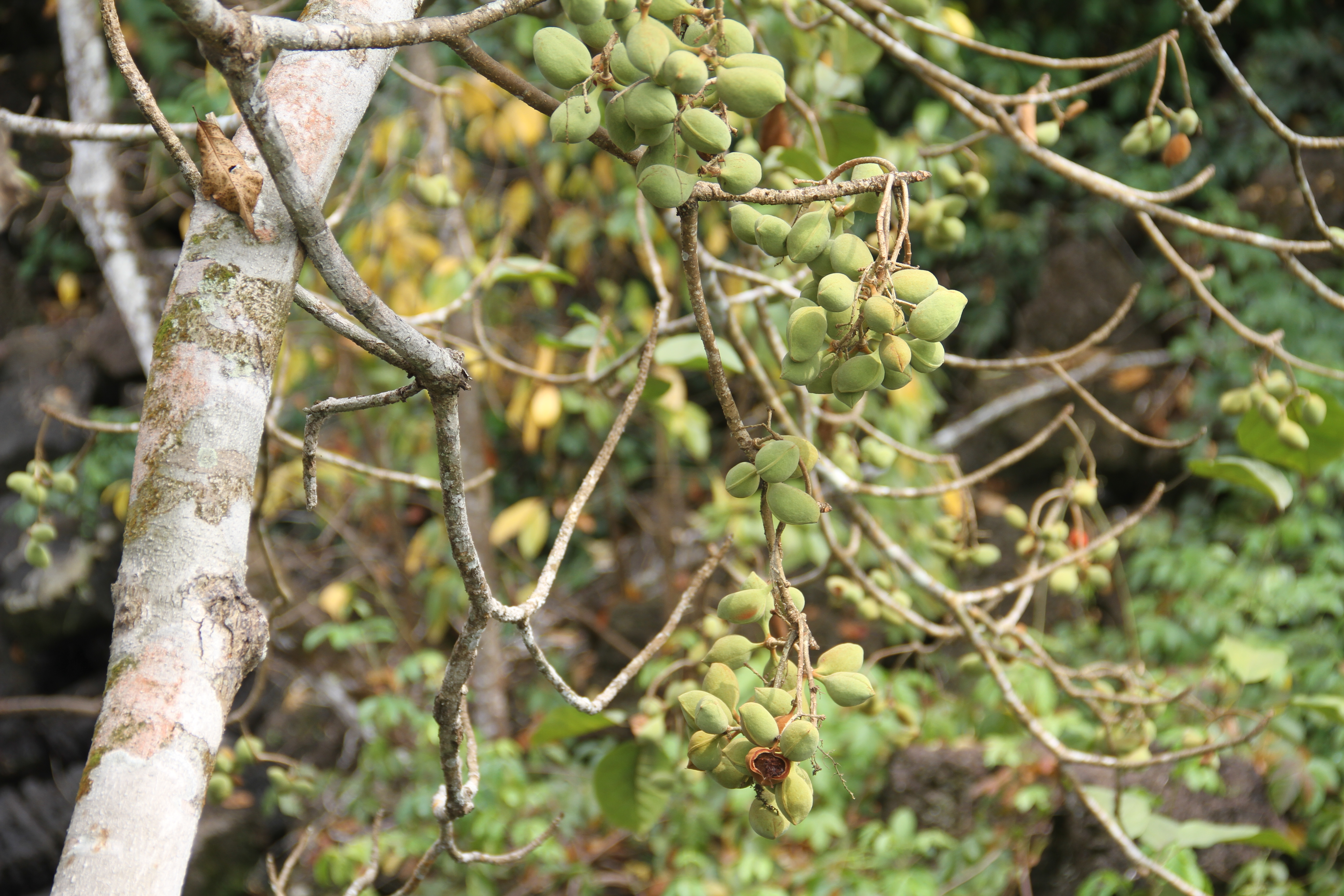
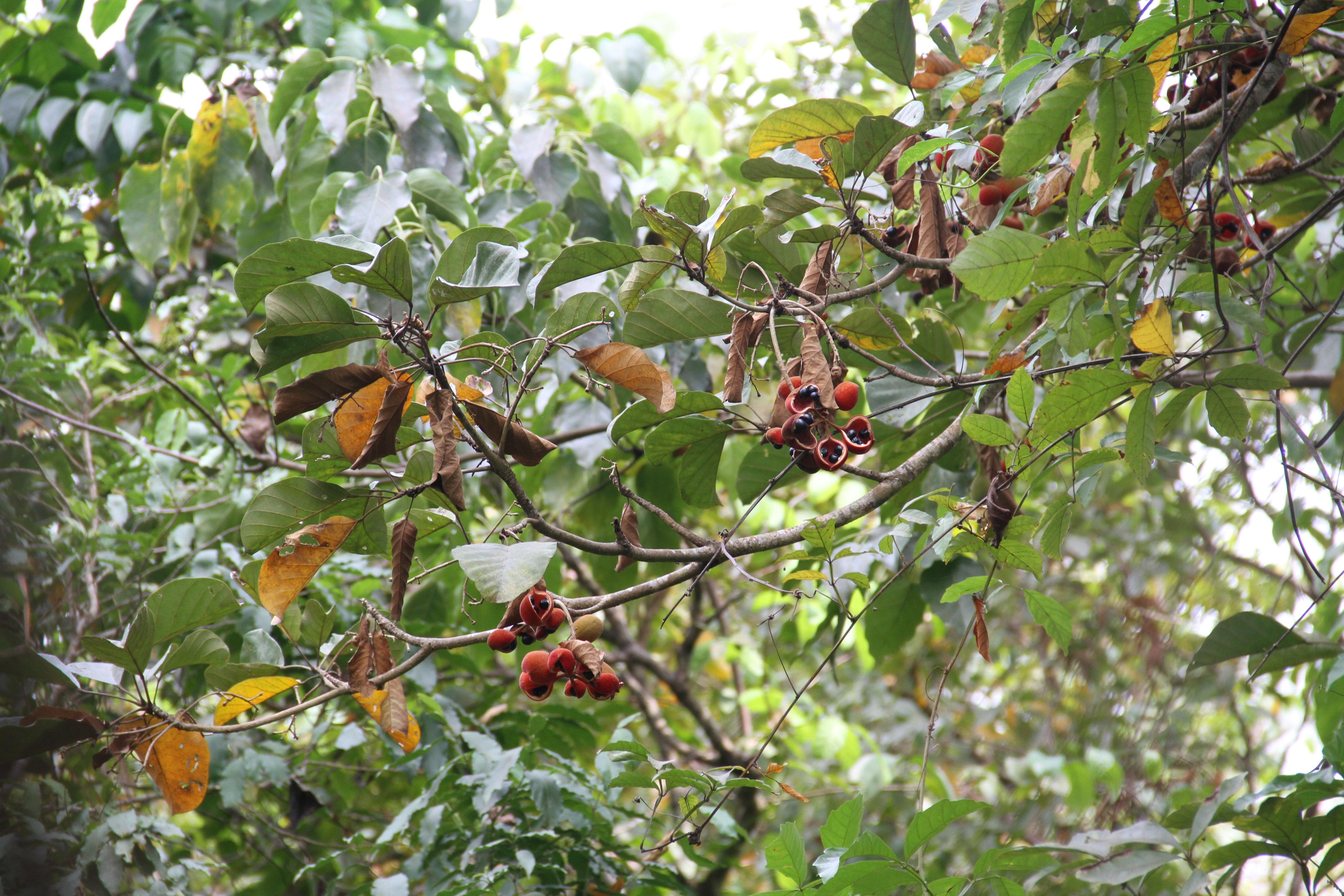